# Циснормативность
Циснормати́вность — это предубеждение, что каждый человек является или должен быть цисгендерным. Этот термин может относиться и к более широкому спектру гендерных предубеждений, таких как ожидание соответствия гендерным ролям. Циснормативность — это форма цисгендеризма, идеологии, которая продвигает различные нормативные идеи о гендере, обесценивающие гендерную идентичность трансгендерных людей.
Циснормативность проявляется в речи как разделение цисгендерных и трансгендерных людей, при котором цисгендерные люди считаются «нормальными», а трансгендерные люди — исключением из общего правила. Циснормативное законодательство может требовать постановки диагноза психического здоровья или стерилизации в качестве предварительного условия для юридического признания гендерной идентичности трансгендерного человека. Циснормативность в здравоохранении приводит к тому, что транс-люди испытывают трудности с поиском врачей, компетентных в области здравоохранения трансгендерных людей, или с помещением их в пространства, не соответствующие их гендерной идентичности, в которых они чувствуют себя некомфортно. Это также заставляет некоторых трансгендерных людей избегать медицинской помощи или не раскрывать свой трансгендерный статус врачам.

## Определение
Термин «циснормативность» был впервые опубликован в статье 2009 года, опубликованной в Journal of the Association of Nurses in AIDS Care (JANAC), в которой циснормативность определяется как «ожидание, что все люди циссексуальны». «Энциклопедия транс-исследований» в SAGE Publishing рассматривает циснормативность как презумпцию, что большинство людей должны, или что большинству людей стоит соответствовать нормам назначенного гендера в их обществе. При этом она уточняет, что в некоторых обществах наличие категорий «мужчина» и «женщина» при отстутствии альтернатив может и не быть циснормативным. Родственным понятием является понятие цисгендеризма. Цисгендеризм был предложен как понятие, альтернативное трансфобии с целью привлечь внимание к системной идеологии, а не к индивидуальной «фобии». Это вытекает из ранее существовавшего различия между гетеросексизмом и гомофобией. Согласно «Энциклопедии транс-исследований», циснормативность — это одна из форм цисгендеризма.

## Проявления

### Мисгендеринг
В языке, циснормативность может привести к стиранию трансгендерных идентичностей. Мисгендеринг, то есть обращение к трансгендерному человеку в манере, противоречащей его гендерной идентичности, является проявлением циснормативности. Циснормативность присутствует в том, как цисгендерных людей называют без оговорок мужчинами или женщинами, в то время как трансгендерных называют транс-мужчинами или транс-женщинами, независимо от контекста. То есть быть цисгендерным считается нормой, а быть трансгендерным требует уточнения.

### Гендерный надзор
Циснормативность укрепляется посредством гендерного надзора — принуждения к следованию гендерным нормам. Гендерный надзор является основным механизмом укрепления циснормативности. Он часто связан с гетеронормативностью — когда родители подвергают ребёнка гендерному надзору, они часто исходят из нежелания быть родителями гомосексуального ребёнка. Мальчиков и трансгендерных девочек подвергают гендерному надзору, как правило, в более жёстких формах, что связывается с обесцениванием фемининности. Брэндон Эндрю Робертсон и Эми Л. Стон характеризуют гендерный надзор как основную «цисгендерную инвестицию», понимая под этим термином способ, которым происходит укрепление циснормативности.

### Внутренняя трансфобия
Среди трансгендерных людей циснормативность может привести к внутренней трансфобии и повлиять на то, кто считается подлинным трансгендерным человеком, а кого нет. Некоторые трансгендерные люди ограничивают тех, кого они считают трансгендерными, по циснормативным критериям, таким как наличие или наличие у них официального диагноза или желание определенных видов гендерно-подтверждающего ухода. Другие отвергают циснормативность, сосредотачиваясь на самоидентификации как критерии трансгендерности.

### Пасс
Такие стратегии, как пасс или стелс (несообщение людям о трансгендерности) могут использоваться трансгендерными людьми, чтобы избежать неудобств, возникающих из-за циснормативности на рабочем месте. Небинарные люди могут использовать предпочтительные гендерные местоимения, соответствующие циснормативности, с той же целью. Эти стратегии уменьшают дискриминацию, но также еще больше укрепляют циснормативность.

## Сферы

### Образование
Циснормативность превалирует в школах. Школы часто делят учеников в соответствии с бинарной гендерной системой и укрепляют идею о том, что мальчики и девочки обладают соответствующими наборами взаимоисключающих «атрибутов, склонностей, способностей и желаний». Циснормативность в школах наделяет цисгендерных детей привилегиями, а трансгендерных детей подвергает стигматизации. Школьная политика может стереть трансгендерных людей, например, с помощью административных процедур, униформы, расположения туалетов и учебных программ. Хорошо задокументировано наличие в школах травли и домогательств. Циснормативное насилие, которому подвергаются трансгендерные ученики, включает в себя вербальное и физическое насилие, а также сексуальные домогательства. Данные факторы ухудшают эмоциональное и психическое здоровье, снижают способности к участию в школьной жизни, повышают стресс среди трансгендерных учеников. Трансгендерные люди также часто стираются из обучения полового воспитанию, и многие из них не имеют доступа к транс-инклюзивной информации о сексуальном здоровье.

### Здравоохранение
Циснормативные системы здравоохранения привилегировывают потребности цисгендерных людей относительно трансгендерных. Ожидание медицинских работников, что трансгендерный человек будет проявлять пасс, является продуктом циснормативности и вместе с тем её укрепляет. Как результат циснормативного понимания понятия гендера, трансгендерные люди часто стигматизируются в психиатрии. Циснормативные исследования используются в защиту конверсионной терапии гендерной идентичности. Типология транссексуальности Блэнчарда, делящая трансгендерных женщин на аутогинефильных и андрофильных, была подвергнута критике как циснормативная.
Вследствие циснормативности врачи часто не готовы лечить трансгендерных пациентов. Медицинским работникам часто не хватает образования и, следовательно, осведомленности о трансгендерных темах, что делает их неподготовленными к лечению трансгендерных людей. В 2015 году 24 % респондентов опроса трансгендерных людей в США сообщили, что им приходится обучать своих врачей вопросам трансгендерного здоровья.
Трансгендерные люди часто чувствуют себя нежеланными гостями в отделениях или клиниках с разделением по признаку пола, а некоторые сообщают, что врачи их сразу увольняют или просят обратиться за помощью в другое место после выяснения факта трансгендерности. Прошлый или ожидаемый опыт работы в циснормативных системах здравоохранения заставляет некоторых трансгендерных людей уклоняться от медицинской помощи. Согласно отчету Trans Lives Survey за 2021 год, 57 % респондентов в Соединенном Королевстве избегали посещения врача во время болезни. Некоторые трансгендеры также избегают раскрывать свой трансгендерный статус врачам, опасаясь неправильного обращения.

### Право и институты
«Энциклопедия транс-исследований» приводит в качестве примеров циснормативности в праве законы, обязывающие подтверждать психическое здоровье, чтобы получать гендерно-подтверждающее лечение или юридически признавать свой пол, а также законы, требующие стерилизации транс-человека, прежде чем он сможет изменить свой юридический пол. Циснормативные административные системы навязывают бинарную гендерную систему, которые вызывают как гипер-видимость, так и стирание трансгендерных людей. В США это может быть особенно проблематично для трансгендерных мигрантов. Циснормативность может способствовать колонизационным и этноцентрическим взглядам, когда биологические реалии и социальные нормы смешиваются. Она также является источником нападок на гендерные исследования. Циснормативные взгляды лежат в основе парадигмы транс-эксклюзивного радикального феминизма.